# マッティ・オタラ
マッティ・オタラ（Matti Otala、1939年12月26日 - 2015年8月9日）は、フィンランドの物理学者、電気工学者である。
本名ではなく、コンピューターで作ったペンネームであったが、結婚を期に改名した。
オウル大学の電子工学教授及び、フィンランド国立研究所のコンピューターの設計士。

## 人物
幼い時、フィンランドで国営のラジオ放送が始まる前に初めてラジオを自作した。後にオーディオ・アンプの設計者として名をはせ、1963年TIM（トライジェント・インター・モジュレーション）を発見し、理論を提唱した。
1970年に最初のデジタルテープレコーダーを制作。
1973年、オーディオ技術学会で、過渡相互変調（TIM）と名付けた歪みについて記述した論文を発表した。
1981年に出力250W（8Ω）×2のパワーアンプ、ハーマン・カードン サイテーションXXを発表。価格は日本円にして148万円で、HICC（瞬時電流供給能力）200A、スルーレート500Ｖ/μsecをうたっていた。一般的によく知られるTHD歪みだけでなくTIM、IIM（インターフェイス・インターモジュレーション）、サーマルディストーションなど数々の歪みを低減させることに成功した。なお、負帰還ＮＦＢの量はわずか９ｄＢであった。このアンプを開発するのには2年以上の歳月を費やしたという。
なお、このアンプは、新白砂電気という愛知県の会社が設計、製造、『ハーマン・カードン・ジャパン』という会社が販売していた。